# Panyingkiran Kidul
Panyingkiran Kidul is een bestuurslaag in het regentschap Indramayu van de provincie West-Java, Indonesië. Panyingkiran Kidul telt 3343 inwoners (volkstelling 2010).